# Dolmen le Grès de Linas

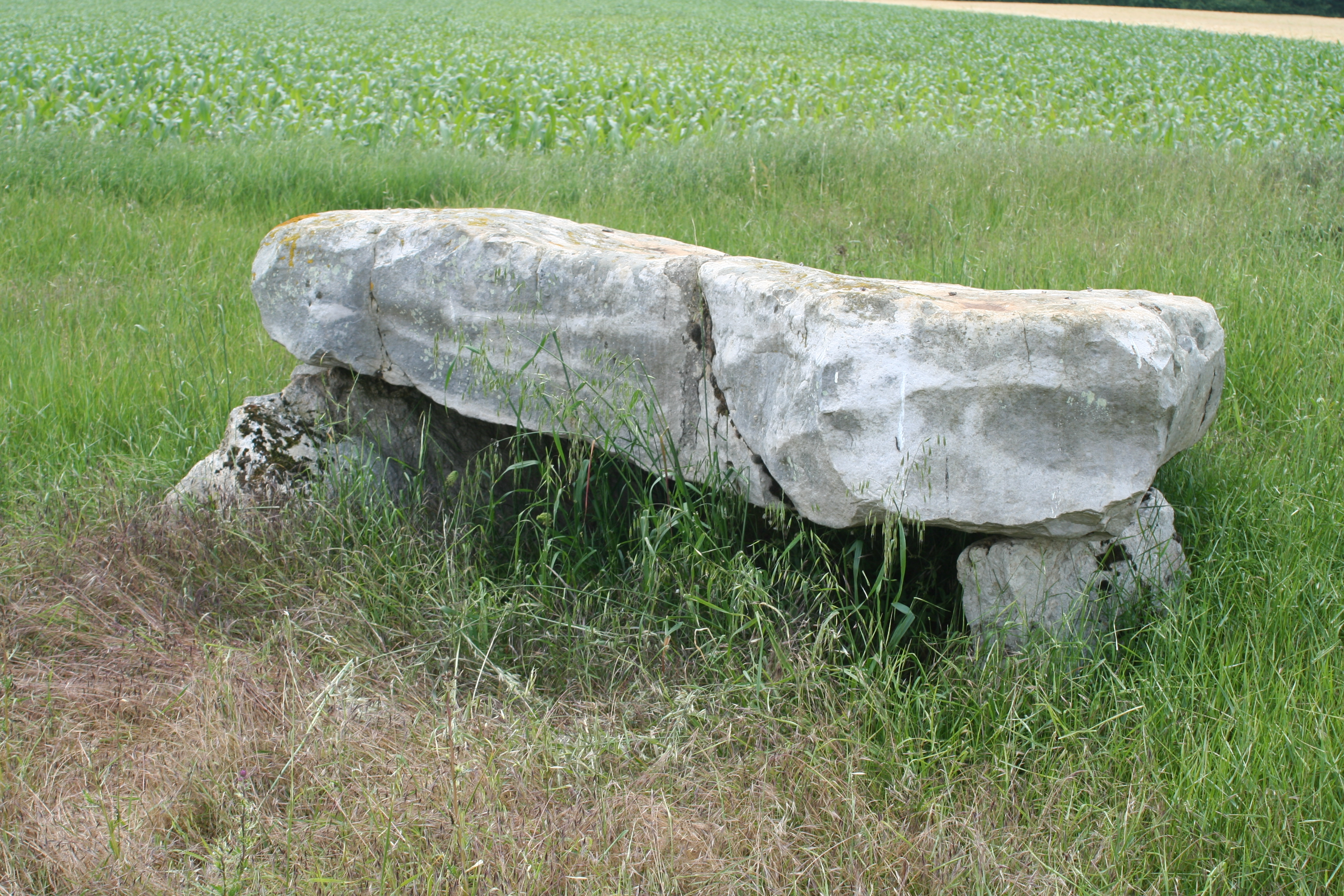
Dolmen le Grès de Linas

Der neolithische Dolmen le Grès de Linas (auch Le Loup de Thionville oder Pierre Levée [de Graudeville] genannt) liegt  in Congerville-Thionville südwestlich von Etampes im an Megalithanlagen armen Département Essonne südlich von Paris in Frankreich. Dolmen ist in Frankreich der Oberbegriff für Megalithanlagen aller Art (siehe: Französische Nomenklatur).
Der Dolmen ist aus Sand- und Kalkstein errichtet. Der zerbrochene Deckstein aus Sandstein ist etwa 2,5 m lang, 2,0 m breit und 37 cm dick und liegt auf zwei Tragsteinen auf.
Der Dolmen ist seit 1970 als historisches Denkmal klassifiziert.
Außer dem Dolmen le Grès de Linas liegen im Département noch die Allée couverte La Grosse Pierre, sowie die Dolmen La Pierre Levée und Roche qui Tourne.